# Хриб (Чрномељ)
Хриб (словен. Hrib) је насељено место у општини Чрномељ, регија Југоисточна Словенија, Словенија.

## Историја
До територијалне реорганизације у Словенији био је у саставу старе општине Чрномељ. Хриб као самостално насеље постоји од 2000. године. Настао је издвајањем дијела из насеља Брег при Сињем Врху.

## Становништво
У попису становништва из 2011. године, Хриб је имао 38 становника.
| Број становника према пописима | Број становника према пописима |
| ------------------------------ | ------------------------------ |
| 2002                           | 2011                           |
| 31                             | 38                             |

Напомена: Године 2000. настала издвајањем дела из насеља Брег при Сињем Врху.